# Korolevo (archäologischer Fundplatz)

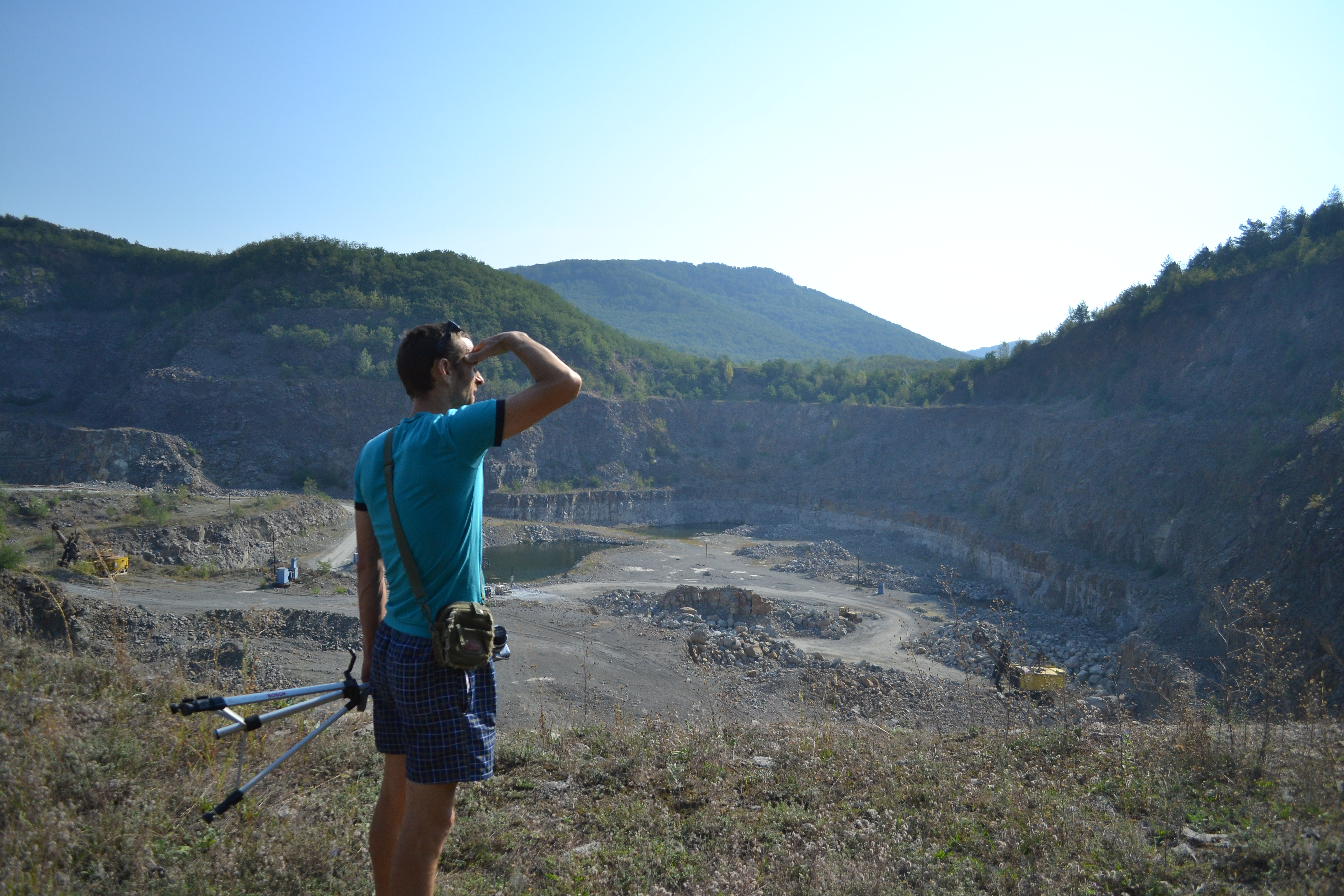
Blick vom Rand des Steinbruchs auf die Freiland-Fundstätte

Korolevo ist die in Fachkreisen übliche Bezeichnung für einen archäologischen Fundplatz auf dem Gebiet der Gemeinde Korolewo in der Oblast Transkarpatien im Westen der Ukraine, rund 10 Kilometer von der Stadt Wynohradiw entfernt. Im März 2024 wurde im Fachblatt Nature eine Studie veröffentlicht, der zufolge die Steinwerkzeuge aus der ältesten Fundschicht 1,42 Millionen Jahre alt sind. Damit repräsentiert Korolevo „die früheste sicher datierte Anwesenheit von Homininen in Europa.“ Bisher wurden in der Region zwar keine homininen Fossilien aus dieser Epoche – dem Altpaläolithikum – geborgen, das Alter der Steinwerkzeuge deutet jedoch darauf hin, dass die Funde Homo erectus zuzuschreiben sind.

## Funde und Datierungen
Die Freiland-Fundstätte Korolevo wurde 1974 vom Archäologen Vladislav Nikolaevitch Gladilin (1935–2015) entdeckt und bis Anfang der 1990er-Jahre unter seiner Leitung durch die Nationale Akademie der Wissenschaften der Ukraine und in Zusammenarbeit mit der Nationaluniversität Uschhorod erforscht. Sie liegt an jener markanten Stelle, wo die Theiß, ein Nebenfluss der Donau, aus den Vorgebirgen der Waldkarpaten in die Pannonische Tiefebene übertritt. Die Fundstätte befindet sich in einem Steinbruch, aus dessen Wänden Steingeräte unterschiedlicher Machart aus mehreren Schichten herauswittern. Ersten Befunden zufolge erstreckte sich das potentielle Fundgebiet über mehr als 100.000 Quadratmeter und umfasste neun Paläoböden innerhalb einer bis zu 14 m mächtigen Lössfolge. Schon allein wegen der anhaltenden Steinbruch-Arbeiten beschränkten sich die jährlichen Grabungen auf wenige Quadratmeter. 1989 wurden die knapp 30 gegeneinander abgrenzbaren Schichten in einer Übersichtsarbeit vorgestellt und die von einer Besiedelung zeugenden Schichten dem Acheuléen, dem Moustérien und dem Jungpaläolithikum zugeschrieben.
2010 wurde berichtet, dass die älteste von 15 kulturell – durch Werkzeug-Einlagerungen – beeinflussten Schichten älter als 800.000 Jahre ist. Diese Datierung gelang anhand des magnetostratigraphischen Nachweises der Brunhes-Matuyama-Umkehr in einem der unteren Löss-Paläoböden-Abschnitte (Paläoboden S7) der Fundstätte. 2016 wurde diese Datierung anhand einer weiteren magnetostratigraphischen Studie bestätigt und die älteste Siedlungsschicht eingegrenzt auf ein Alter zwischen 986.000 und 780.000 Jahren vor heute.
Eine genauere Altersbestimmung für die älteste Siedlungsschicht wurde schließlich 2024 in der Fachzeitschrift Nature veröffentlicht: Anhand zweier Varianten der Aluminium-Beryllium-Methode wurde ein Alter von 1,42 ± 0,28 Millionen und 1,42 ± 0,10 Millionen Jahren ermittelt. Die Steinwerkzeuge sind demnach rund 200.000 Jahre älter als die zuvor als älteste Siedlungsspuren in Europa geltenden Funde aus der Sima del Elefante in Spanien (siehe dazu auch Homo antecessor#Weitere Funde). Die Forscher interpretierten diese Datierung als Beleg für die schon länger erörterte Hypothese, dass die Besiedelung Europas durch Homo erectus von Osten entlang der Donau erfolgte. In ihrer Studie schreiben sie, die Fundstätte Korolevo „überbrückt die räumliche und zeitliche Lücke zwischen den 1,85 bis 1,78 Millionen Jahren alten Funden im Kaukasus (→ Hominine Fossilien von Dmanissi) und denen aus Südwesteuropa vor 1,2 bis 1,1 Millionen Jahren.“
Die Zuordnung der Werkzeuge zu Homo erectus bedeutet zugleich, dass Korolevo mit 48,2 Grad nördlicher Breite der nördlichste bisher bekannte Ort ist, an dem sich Individuen dieser Frühmenschenart aufgehalten haben.

## Belege
1. ↑  Roman Garba et al.: East-to-west human dispersal into Europe 1.4 million years ago. In: Nature. Online-Vorabveröffentlichung vom 6. März 2024, doi:10.1038/s41586-024-07151-3. 
 Ältestes Zeugnis von Frühmenschen in Europa. Auf: scinexx.de vom 7. März 2024.
2. ↑  Oldest stone tools in Europe hint at ancient humans’ route there. Auf: nature.com vom 6. März 2024, doi:10.1038/d41586-024-00627-2.
3. ↑  Vladislav Nilolaevitch Gladilin: The Korolevo Palaeolithic Site: Research Methods, Stratgraphy. In: Anthropologie. Band 27, Nr. 2–3, 1989, S. 93–103.
4. ↑  Larissa Kulakovska, Vitaly I. Usik und Paul Haesaerts: Early Paleolithic of Korolevo Site (Transcarpathia, Ukraine). In: Quaternary International. Band 223–224, 2010, S. 116–130, doi:10.1016/j.quaint.2009.09.031.
5. ↑  Jerzy Nawrocki et al.: Magnetostratigraphy of the loess-palaeosol key Palaeolithic section at Korolevo (Transcarpathia, W Ukraine). In: Quaternary International. Band 399, 2016, S. 72–85, doi:10.1016/j.quaint.2014.12.063.
6. ↑  Ältester Nachweis für Frühmenschen in Europa. Auf: science.orf.at vom 7. März 2024.

Koordinaten: 48° 10′ 12,8″ N, 23° 9′ 36″ O